# Iversheim
Iversheim is een plaats in de Duitse gemeente Bad Münstereifel, deelstaat Noordrijn-Westfalen, en telt 1500 inwoners.